# 247652 Hajossy
247652 Hajossy è un asteroide della fascia principale. Scoperto nel 2002, presenta un'orbita caratterizzata da un semiasse maggiore pari a 2,6429941 UA e da un'eccentricità di 0,1719489, inclinata di 9,93280° rispetto all'eclittica.
L'asteroide è dedicato al fisico slovacco Rudolf Hajossy.